# Pilot Mountain State Park
Der Pilot Mountain State Park ist ein State Park im Nordwesten des US-Bundesstaates North Carolina.
In der Nähe von Pinnacle gelegen nimmt er eine Gesamtfläche von rund 15 km² ein. Er besteht aus zwei nur durch einen 10 km langen Korridor verbundenen Teilen. Der südliche Teil wird als Flussbereich vom Yadkin River durchflossen, im nördlichen Teil befindet sich in einer Gebirgslandschaft auch die 427 m hohe Spitze des gleichnamigen Berges Pilot Mountain. Seit 1974 ist das Gebiet als National Natural Landmark eingetragen.

## Verweise
1. ↑  www.nature.nps.gov (Memento des Originals vom 7. Mai 2009 im Internet Archive)  Info: Der Archivlink wurde automatisch eingesetzt und noch nicht geprüft. Bitte prüfe Original- und Archivlink gemäß Anleitung und entferne dann diesen Hinweis.